# Omer Golan
Omer Golan (hebr. עומר גולן, ur. 4 października 1982 w Holonie) – izraelski piłkarz grający na pozycji napastnika.

## Kariera klubowa
Pierwszym klubem w karierze Golana było Maccabi Petach Tikwa. Po grze w zespole juniorów przeszedł do pierwszego zespołu w 2000 roku i w sezonie 2000/2001 zadebiutował w pierwszej lidze izraelskiej. Od sezonu 2002/2003 grał w pierwszym składzie Maccabi. W sezonie 2003/2004 był trzecim najlepszym strzelcem ligi z 13 zdobytymi golami. W tym samym sezonie wygrał z Maccabi Toto Cup, dzięki zwycięstwu 3:0 w finale nad Maccabi Hajfa. W sezonie 2005/2006 wystąpił w Pucharze UEFA. W meczu z macedońskim FK Bashkimi strzelił hat-tricka, a w 1. rundzie z Partizanem Belgrad (5:2) strzelił kolejne trzy bramki. Z Maccabi wystąpił w fazie grupowej, w której strzelił jedynego gola dla swojego zespołu, w meczu z U.S. Città di Palermo (1:2). W Maccabi grał do końca 2007 roku i łącznie strzelił 49 goli dla tego klubu w 161 rozegranych meczach.
Na początku 2008 roku Golan został sprzedany za milion euro do belgijskiego KSC Lokeren. W pierwszej lidze belgijskiej zadebiutował 27 stycznia w zremisowanym 0:0 spotkaniu z Anderlechtem. 3 lutego 2008 strzelił pierwszą bramkę w Belgii, w meczu z Germinalem Beerschot Antwerpia (1:1). W sezonie 2008/2009 był z 6 golami najlepszym strzelcem Lokeren i stworzył atak z Dawidem Janczykiem.
W 2010 roku Golan wrócił do Maccabi Petach Tikwa.
| Sezon   | Klub                 | Kraj   | Rozgrywki     | Mecze | Bramki |
| ------- | -------------------- | ------ | ------------- | ----- | ------ |
| 2000/01 | Maccabi Petach Tikwa | Izrael | Ligat ha’Al   | 3     | 0      |
| 2001/02 | Maccabi Petach Tikwa | Izrael | Ligat ha’Al   | 6     | 0      |
| 2002/03 | Maccabi Petach Tikwa | Izrael | Ligat ha’Al   | 24    | 3      |
| 2003/04 | Maccabi Petach Tikwa | Izrael | Ligat ha’Al   | 30    | 13     |
| 2004/05 | Maccabi Petach Tikwa | Izrael | Ligat ha’Al   | 30    | 9      |
| 2005/06 | Maccabi Petach Tikwa | Izrael | Ligat ha’Al   | 28    | 10     |
| 2006/07 | Maccabi Petach Tikwa | Izrael | Ligat ha’Al   | 27    | 9      |
| 2007/08 | Maccabi Petach Tikwa | Izrael | Ligat ha’Al   | 13    | 5      |
| 2007/08 | KSC Lokeren          | Belgia | Eerste Klasse | 15    | 5      |
| 2008/09 | KSC Lokeren          | Belgia | Eerste Klasse | 29    | 6      |
| 2009/10 | KSC Lokeren          | Belgia | Eerste Klasse | 18    | 2      |
| 2010/11 | Maccabi Petach Tikwa | Izrael | Ligat ha’Al   |       |        |

## Kariera reprezentacyjna
W latach 2002–2003 Golan rozegrał 5 meczów i strzelił 2 gole w reprezentacji Izraela U-21. W pierwszej reprezentacji zadebiutował 28 kwietnia 2004 roku w zremisowanym 1:1 towarzyskim meczu z Mołdawią. 9 lutego 2005 strzelił pierwszego gola w kadrze narodowej w zremisowanym 3:3 spotkaniu z Chorwacją.